# ۲۲ اسفند
۲۲ اسفند سیصد و پنجاه و هشتمین روز سال در گاه‌شماری خورشیدی است. به پایان سال ۷ روز (۸ روز در سال کبیسه) باقی‌است.

## رویدادها

### علمی
- ۱۱۶۰ - ویلیام هرشل، سیاره اورانوس را کشف کرد.
- ۱۶۶۳ - دانشگاه هاروارد به احترام کشیش جان هاروارد نامگذاری شد.

### سیاسی
- ۱۳۵۸ - سید روح‌الله خمینی، دستور تأسیس بنیاد شهید انقلاب اسلامی را صادر کرد.[۱] ‏
- ۱۳۷۸ - سعید حجاریان جلوی شورای شهر ترور شد اماجان سالم به در برد.
- ۱۳۸۴ - دانشگاه صنعتی شریف شاهد ناآرامی‌هایی در اجرای طرح تدفین کشتگان جنگی در دانشگاه بود.[۲]

### نظامی
- ۱۳۶۲ - پایان عملیات خیبر در جریان جنگ ایران و عراق.

### هنری
- ۱۳۱۴ - آغاز سومین فصل کاوش در تپه بندبال (خوزستان) از دوره پیش از تاریخ.[۳]
- ۱۳۲۹ - آغاز حفاری غار هوتو در بهشهر (مازندران) از سوی کارلتون کون استاد مردم‌شناسی دانشگاه پنسیلوانیای آمریکا، آثار این غار از دوران نوسنگی یا غار نشینی است.[۳]
- ۱۳۴۶ - ثبت مدرسه ضیائیه (زندان اسکندر) از سال ۶۳۱ هجری قمری به شماره ۷۷۰، مسجد شاه ولی (مسجد امام) از سال ۷۰۰ هجری قمری به شماره ۷۷۱، باغ دولت‌آباد از سال ۱۱۶۰ هجری قمری به شماره ۷۷۴ (یزد) در فهرست آثار ملی ایران.[۳]
- ۱۳۴۹ - ثبت پارک ملی بمو (فارس) در فهرست آثار طبیعی ملی ایران.[۳]

## زادروزها
- ۱۲۹۲ - محمود بهزاد، مترجم، مؤلف و زیست‌شناس ایرانی (درگذشته ۱۳۸۶)
- ۱۳۳۰ - آفرین عبیسی، بازیگر ایرانی
- ۱۳۴۸ - شروین قطعه‌ای، گوینده و مدیر دوبلاژ
- ۱۳۷۵ - رحمان جعفری، فوتبالیست
- ۱۳۷۸ - سیدعلیرضا شجاعی، گوینده

## درگذشت‌‌ها
- ۱۲۷۹ - میرزا علی‌خان منشی نایینی متخلص به مشتاقی، شاعر و خوشنویس[۳]
- ۱۳۰۴ - ایرج میرزا، شاعر عصر مشروطه (زاده ۱۲۵۳)
- ۱۳۵۷ - نادر جهانبانی، نظامی و خلبان ایرانی، معاون فرماندهی نیروی زمینی (زاده ۱۳۰۷)
- ۱۳۵۷ - غلامحسین دانشی، روحانی ایرانی (زاده ۱۳۱۵)
- ۱۳۶۳ - حسین گل‌گلاب، گیاه‌شناس، ادیب، نویسنده، شاعر، مترجم، استاد دانشگاه، نوازنده، موسیقی‌دان، عکاس و هنرمند ایرانی (زاده ۱۲۷۶)
- ۱۳۷۳ - عبدالعلی مزاری، دبیرکل حزب وحدت اسلامی افغانستان و ابوذر غزنوی به‌دست طالبان در غزنی کشته شدند.
- ۱۳۹۰ - عبدالمحمد روح‌بخشان، مولف، نویسنده، پژوهشگر و روزنامه‌نگار ایرانی (زاده ۱۳۱۷)
- ۱۳۹۸ - موسی زرگر، دومین وزیر وزارت بهداشت، درمان و آموزش پزشکی جمهوری اسلامی ایران

## مناسبت‌ها
- ایران - روز بزرگداشت شهدا[۱]